# Criton (Platon)
Pour les articles homonymes, voir Criton.
 (septembre 2017).
Si vous disposez d'ouvrages ou d'articles de référence ou si vous connaissez des sites web de qualité traitant du thème abordé ici, merci de compléter l'article en donnant les références utiles à sa vérifiabilité et en les liant à la section « Notes et références ».

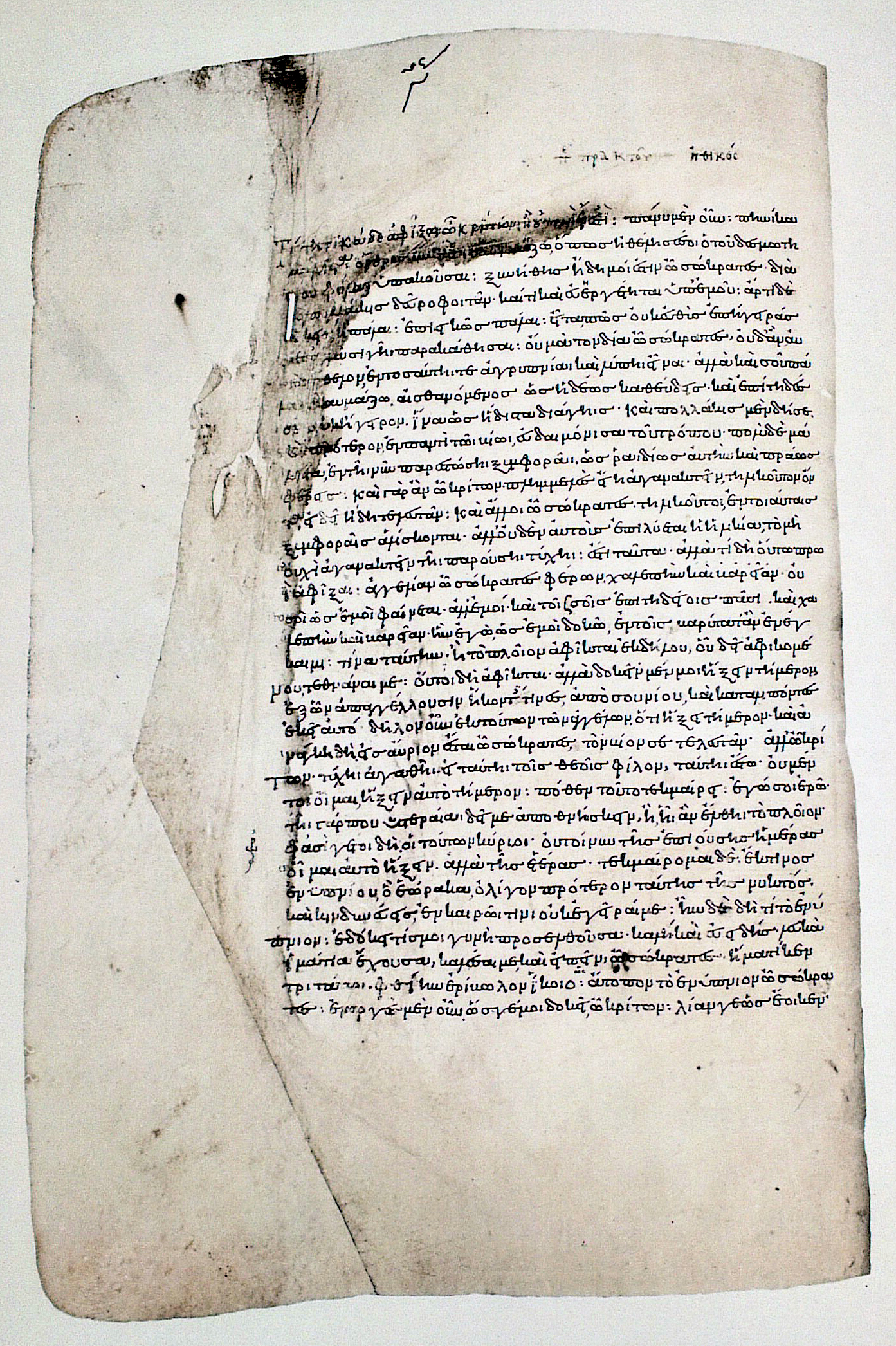
Début du Criton dans le Codex Oxoniensis Clarkianus 39 de la bibliothèque Bodléienne (datant de 895 environ).

Criton (grec ancien : Κρίτων) est un dialogue du philosophe de la Grèce antique Platon. Il décrit une conversation entre Socrate, condamné à mort, et son ami Criton au sujet de la justice, de l'injustice, et de la manière la plus appropriée de faire face à l'injustice.
Socrate soutient que l'injustice ne peut ni ne doit être combattue par l'injustice, et décline ainsi l’offre que lui fait Criton de l’aider à s’évader de prison. Les protagonistes s'interrogent sur la valeur à accorder à l’opinion publique ainsi que sur le devoir d’obéissance aux lois de la cité. Le dialogue présente une forme primitive de théorie du contrat social.

## Résumé

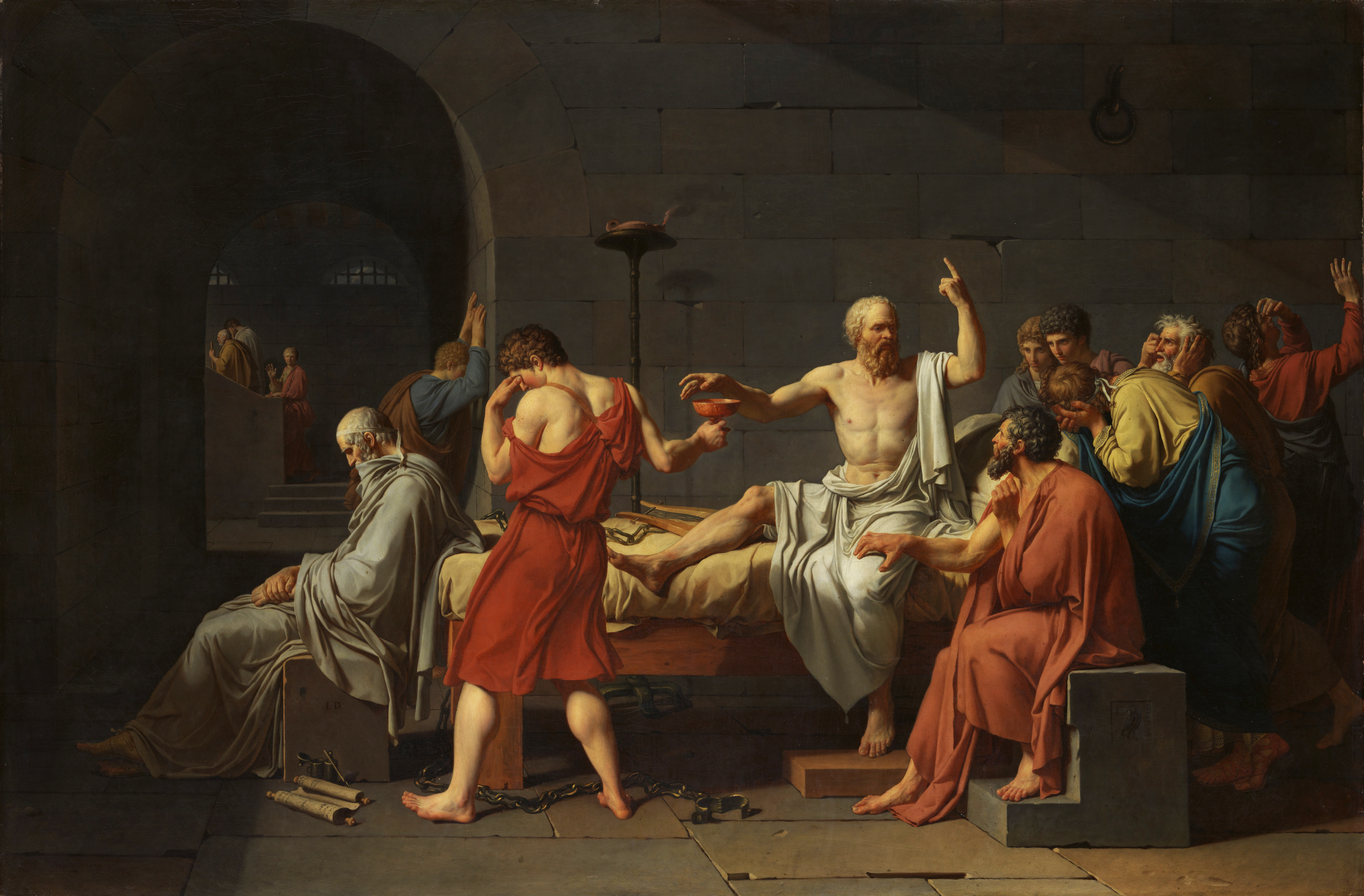
La Mort de Socrate de Jacques-Louis David (1787).

Le dialogue a lieu dans la cellule de Socrate, où il attend son exécution, à la suite de sa condamnation à mort. Son ami Criton lui rend visite pour l'informer qu'il a organisé son évasion et son exil d'Athènes. Socrate apparaît toutefois vouloir rester en détention pour attendre l'exécution de la sentence qui doit avoir lieu le lendemain, et Criton avance alors une série d'arguments destinés à persuader Socrate de s’enfuir.
Criton avance que la mort de Socrate aurait pour conséquence de peiner et de déshonorer sa famille et ses amis, qui seront perçus comme n'ayant pas tenté de le sauver. Par ailleurs, rester en prison à attendre la mort alors que la possibilité lui est offerte de s'évader équivaudrait, d'une part, à choisir de priver ses fils d'un père, donc à agir de manière indigne, et d'autre part à donner raison aux ennemis qui l'ont condamné à tort, donc à commettre lui-même une injustice.
Socrate répond, dans un premier temps, que l’opinion publique est inconséquente et que les seules opinions qui importent sont celles des gens qui se préoccupent de la vérité, en conséquence de quoi Criton ne devrait pas craindre la calomnie, mais bien plutôt et seulement s’évertuer à agir conformément à la justice. La seule question qui vaille, pour Socrate, est celle de savoir s'il serait juste de tenter de s'enfuir : s'il est juste de s'évader, il suivra Criton ; autrement, il restera en prison et attendra la mort. Dans un second temps, et pour résoudre le problème ainsi posé, Socrate demande à Criton d'imaginer ce que lui diraient les Lois d'Athènes si elles le voyaient s'enfuir. Les lois étant solidaires les unes des autres, en violer une équivaudrait à les enfreindre toutes, et Socrate ferait alors une offense considérable à la cité. Offense d’autant plus inacceptable que les lois obligent les citoyens de la même manière que les parents obligent les enfants, et le maître l’esclave. Les Lois ainsi personnifiées par Socrate présentent les droits et devoirs du citoyen à la manière d'un contrat social : en choisissant de vivre à Athènes, un citoyen accepte implicitement de se soumettre à ses lois. Or, Socrate plus qu'aucun autre citoyen devrait souscrire à ce contrat, puisqu'il a vécu grâce à lui heureux pendant soixante-dix ans à Athènes.
Si Socrate devait à présent s'évader, enfreignant par là même les lois qu’il a si longuement et invariablement approuvées, il se mettrait effectivement hors la loi et n'aurait plus sa place dans aucune cité civilisée pour le reste de sa vie. Criton approuve le raisonnement et le dialogue prend fin.

## Les arguments de Criton
Ému par l’imminence de l’exécution, et face au calme de Socrate, Criton entreprend de persuader son ami de s’évader de prison. Pour ce faire, il avance une série d’arguments d’ordre affectif.
D’abord, la mort de Socrate causerait un double malheur à ses proches : d’une part, la douleur de perdre un ami cher, « d’être privé de toi, d’un ami, tel que [nous] n’en [retrouverons] jamais de pareil » (44b) ; d’autre part, l’opprobre de l’opinion publique qui les accusera d’avoir été trop avares ou trop lâches pour financer son évasion, « car jamais le vulgaire ne voudra se persuader que c’est toi qui as refusé de sortir d’ici, malgré nos instances. » (44c) Ensuite, décider de rester et de mourir équivaudrait à trahir ses enfants, qu'il a l'obligation de nourrir, d’élever, et de ne pas abandonner « aux maux qui sont le partage des orphelins. » (45c) Enfin, et arguant que le procès n'a pas été équitable, Criton termine en disant à Socrate que son renoncement serait le point culminant d'une affaire grotesque et, à certains égards, une complicité dans l’injustice.
Criton insiste sur le fait qu'il ne court que peu de risques en aidant Socrate à s’enfuir, en cela que les personnes susceptibles de le dénoncer s'achètent facilement. Il ajoute que Socrate n'a aucune raison de craindre de lui être redevable une fois en exil, car plusieurs autres amis se proposent volontiers de participer au financement de l'opération. Enfin, Criton soutient que Socrate saura trouver refuge et quiétude dans un certain nombre de cités étrangères, notamment la Thessalie où Criton a des amis disposés à lui donner asile, et que ses enfants seront correctement pris en charge en son absence.

## La réponse de Socrate
Socrate fait remarquer que la sollicitude de son ami est fâcheuse si elle ne se conforme pas à la justice, et entreprend de répondre aux arguments avancés par Criton avec l’aide de la raison : « Il faut donc examiner si le devoir permet de faire ce que tu me proposes, ou non ; car ce n’est pas d’aujourd’hui que j’ai pour principe de n’écouter en moi d’autre voix que celle de la raison. » (46b) Si l'examen de la vérité est nécessairement circonstancié, il ne faut pas pour autant énoncer un jugement dépendant de circonstances particulières. Socrate insiste sur la cohérence de sa position tout au long de sa vie, et juge bon de ne pas se dévoyer quand elle est menacée.
Sur l’argument de l’opinion publique et des effets de sa mort sur la réputation de ses proches et sur la sienne propre, Socrate exprime son mépris pour la « multitude irritée » qui pense de manière irrationnelle et agit au hasard : « Il ne faut donc pas, mon cher Criton, nous mettre tant en peine de ce que dira de nous la multitude, mais bien de ce qu’en dira celui qui connaît le juste et l’injuste ; et celui-là, Criton, ce juge unique de toutes nos actions, c’est la vérité. » (48a) Peu importe que le peuple ait le pouvoir de faire mourir, son opinion ne vaut pas celle du sage. L'argent, la réputation, l'amour pour ses enfants, ne sont que des considérations d'homme irréfléchi. La seule question qui vaille est celle de savoir s’il serait juste ou non de s'enfuir.
Pour répondre à la question ainsi posée, Socrate et Criton conviennent qu’il n’est jamais bon de commettre une injustice, et qu’il n’est alors certainement jamais bon de répondre à une injustice par une injustice, même quand sa vie en dépend, car « c’est une obligation sacrée de ne jamais rendre injustice pour injustice, ni mal pour mal. » (49c) Partant, Socrate se demande ce que les Lois d'Athènes diraient au sujet de son évasion. Or, selon lui, les Lois seraient de l'avis que la relation entre le citoyen et la cité est de la même nature que celle qui lie l'enfant à ses parents, et l'esclave à son maître. Un rapport de servitude reconnaissante auquel Socrate a implicitement souscrit en choisissant de rester vivre à Athènes et d’y élever ses enfants en connaissant ses lois. Et puisque « les Lois disent la vérité » (51b), peu importe que les Athéniens qui les appliquent puissent être injustes, être condamné à tort ne justifie pas de répondre à son tour par l'injustice, car ce serait une offense délibérée faite à la cité civilisée.
Socrate demande à son ami Criton s'il suit bien le raisonnement des Lois et s'ils doivent finalement accepter leur conclusion. Criton approuve effectivement le raisonnement selon lequel Socrate ne devrait pas tenter de s'évader, et le dialogue prend fin.

### Traductions françaises
- Platon, Criton, in Œuvres de Platon, T. 1, traduction par Victor Cousin, Bossange frères, 1822.
- Platon, Criton, in Œuvres complètes de Platon, T. 1 , traduction et notes par Émile Chambry, Classiques Garnier, 1936.
- Luc Brisson (dir.) (trad. du grec ancien), Criton : Platon, Œuvres complètes, Paris, Éditions Flammarion, 2008 (1re éd. 2006), 2204 p. (ISBN 978-2-08-121810-9)
- Platon, Œuvres complètes, Gallimard (Bibliothèque de la Pléiade, 2 vol.), Paris, 1970-1971
- Platon, Œuvres complètes. Criton, édition de Léon Robin, Les Belles Lettres (CUF), Paris, 1970
- Platon, Criton, traduction de Luc Brisson, Flammarion, Paris, 2005 (3e édition, GF, no 848)  (ISBN 2-08-070848-1)
- Platon, Apologie de Socrate, Criton, Phédon, traduction de Renée et Bernard Piettre, Le livre de Poche, 1992  (ISBN 9782253061342)